# Jeokseong-myeon, Sunchang-gun
Jeokseong-myeon (koreanska: 적성면) är en socken i kommunen Sunchang-gun i provinsen Norra Jeolla i den sydvästra delen av Sydkorea, 240 km söder om huvudstaden Seoul.